# Милошевац (Велика Плана)
Милошевац је село у Србији на 44°26' северне географске ширине и 21°06' источне географске дужине. Налази се у Подунавском округу и припада Општини Велика Плана. Удаљено је око 15 km од Смедеревске Паланке и исто толико од Велике Плане. Центар села је три километра удаљен од Велике Мораве и налази се на левој обали ове реке. Због близине највећој српској реци село носи надимак Скела на Морави.
Према попису из 2022. има 2456 становника (према попису из 2011. било је 2967 становника).

## Географија

### Положај
Милошевац се налази у Доњем Поморављу, које се још назива и Смедеревско Поморавље. Доње Поморавље се простире од ушћа Јасенице у Велику Мораву на југу до ушћа Мораве у Дунав на северу. Јужно од Милошевца на 15-так километара налази се Велика Плана, југозападно на такође 15 km Смедеревска Паланка и северно на 30–35 km налазе се Смедерево и Пожаревац. Источно од Милошевца тече река Велика Морава правцем југ-север.
Од Велике Плане до Смедерева са размаком око 2–3 km изграђена су следећа села: Велико Орашје, Крњево, Трновче, Милошевац, Лозовик, Сараорци, Лугавчина, Осипаоница, Скобаљ, Мала Крсна, Враново и Радинац. Сва ова села имају до пет хиљада становника и леже на Цариградском друму (Београд - Ниш - Цариград). То је тип груписаних, ушораних друмских села. Западно од Милошевца правцем север-југ простире се брдска греда као огранак (подножје) Шумадијских планина, а источно, преко Мораве, се простире брдска греда правцем север-југ од Свилајнца до Пожаревца као подножје (огранак) Хомољских планина.
Дужина Доњег Поморавља од Велике Плане до Смедерева износи око 50, а ширина од Велике Мораве до шумадијске брдске греде у просеку око 10 km. Ширина се повећава у правцу севера, ка Смедереву. Милошевац лежи на половини те ширине Поморавља (3–4 km до Велике Мораве, 3–4 km до брда). На западу од Милошевца налази се Цариградски друм (Велика Плана - Смедерево), железничка пруга (Велика Плана - Мала Крсна) и ауто-пут (Ниш - Београд). Милошевац је од Београда удаљен око 80, од Ниша 180, и од Крагујевца 70 km.
Атар села Милошевац се на северу граничи са Лозовиком, на западу са Голобоком и Крњевом, са јужне стране су Трновче и Велико Орашје, док се преко Мораве налази Општина Жабари.

### Клима
Клима Милошевца припада прелазу из континенталне у умерено континенталну, што значи да се познају и сва четири годишња доба. Током зиме, а неретко и у јесен, честа појава је изразито јак југоисточни ветар кошава, који дува у пределу Подунавља и Поморавља из правца Карпата. Дужина трајања кошаве је углавном три до седам дана. Зимске температуре се најчешће крећу између -5°  и +2 °C. Са друге стране лета су веома топла и жива у термометру неретко иде и преко четрдесет степени целзијуса.

## Демографија
Према попису из 2022. године у насељу Милошевац живи 2592 пунолетна становника. броју становника треба придодати многобројне штићенике Центра за породични смештај деце Рада Ђулић Младеновић-Црна, која су становници Милошевца од своје прве до двадесете године, односно до завршетка заната или школе када одлазе у своје општине на запослење, или остају у Милошевцу. Просечна старост становништва износи 39,5 година (38,0 код мушкараца и 41,1 код жена). У насељу има 1004 домаћинства, а просечан број чланова по домаћинству је 3,41. У последња три пописа, примећен је пад у броју становника.
Постоји 128 презимена у Милошевцу. Велика већина житеља Милошевца су Срби, православне хришћанске вероисповести.
Доста Милошевчана који су током свог радног века становници Смедеревске Паланке, Велике Плане, Смедерева, Пожаревца, Крагујевца, Београда и шире после пензионисања се трајно враћају и поново постају становници Милошевца.
Занимања Милошевчана показују шароликост од пољопривредника до академика и генерала, укључујући и све врсте заната.
У Милошевцу постоје фудбалски и шах-клуб, као и биоскоп, библиотека (школска, месна и библиотека Центра).
Овде се налази Кућа брвнара Драгослава Пашића.
| style="padding: 0;" |

| Демографија | Демографија | Демографија |
| Година      | Становника  | Становника  |
| ----------- | ----------- | ----------- |
| 1948.       | 4.201       |             |
| 1953.       | 4.534       |             |
| 1961.       | 4.460       |             |
| 1971.       | 4.387       |             |
| 1981.       | 4.361       |             |
| 1991.       | 4.131       | 3.861       |
| 2002.       | 3.426       | 3.867       |
| 2011.       | 2.967       |             |
| 2022.       | 2.456       |             |

| Етнички састав према попису из 2002.‍ | Етнички састав према попису из 2002.‍ | Етнички састав према попису из 2002.‍ | Етнички састав према попису из 2002.‍ | Етнички састав према попису из 2002.‍ |
| ------------------------------------ | ------------------------------------ | ------------------------------------ | ------------------------------------ | ------------------------------------ |
|                                      |                                      |                                      |                                      |                                      |
| Срби                                 | Срби                                 |                                      | 3.337                                | 97,40%                               |
| Југословени                          | Југословени                          |                                      | 7                                    | 0,20%                                |
| Румуни                               | Румуни                               |                                      | 5                                    | 0,14%                                |
| Македонци                            | Македонци                            |                                      | 4                                    | 0,11%                                |
| Словенци                             | Словенци                             |                                      | 3                                    | 0,08%                                |
| Роми                                 | Роми                                 |                                      | 3                                    | 0,08%                                |
| Хрвати                               | Хрвати                               |                                      | 2                                    | 0,05%                                |
| Мађари                               | Мађари                               |                                      | 2                                    | 0,05%                                |
| Црногорци                            | Црногорци                            |                                      | 1                                    | 0,02%                                |
| Муслимани                            | Муслимани                            |                                      | 1                                    | 0,02%                                |
| непознато                            | непознато                            |                                      | 42                                   | 1,22%                                |

| Година пописа     | 1948. | 1953. | 1961. | 1971. | 1981. | 1991. | 2002. |
| ----------------- | ----- | ----- | ----- | ----- | ----- | ----- | ----- |
| Број домаћинстава | 917   | 1.010 | 1.070 | 1.051 | 1.093 | 1.018 | 1.004 |

| Број чланова      | 1   | 2   | 3   | 4   | 5   | 6  | 7  | 8  | 9  | 10 и више | Просек |
| ----------------- | --- | --- | --- | --- | --- | -- | -- | -- | -- | --------- | ------ |
| Број домаћинстава | 205 | 209 | 167 | 141 | 109 | 90 | 45 | 18 | 12 | 8         | 3,41   |

| Пол    | Укупно | Неожењен/Неудата | Ожењен/Удата | Удовац/Удовица | Разведен/Разведена | Непознато |
| ------ | ------ | ---------------- | ------------ | -------------- | ------------------ | --------- |
| Мушки  | 1.332  | 400              | 793          | 71             | 64                 | 4         |
| Женски | 1.387  | 241              | 810          | 282            | 53                 | 1         |
| УКУПНО | 2.719  | 641              | 1.603        | 353            | 117                | 5         |

| Пол    | Укупно                    | Пољопривреда, лов и шумарство | Рибарство                            | Вађење руде и камена | Прерађивачка индустрија       |
| ------ | ------------------------- | ----------------------------- | ------------------------------------ | -------------------- | ----------------------------- |
| Мушки  | 752                       | 293                           | 0                                    | 4                    | 178                           |
| Женски | 380                       | 199                           | 0                                    | 1                    | 49                            |
| УКУПНО | 1.132                     | 492                           | 0                                    | 5                    | 227                           |
| Пол    | Производња и снабдевање   | Грађевинарство                | Трговина                             | Хотели и ресторани   | Саобраћај, складиштење и везе |
| Мушки  | 4                         | 70                            | 55                                   | 15                   | 45                            |
| Женски | 0                         | 2                             | 35                                   | 12                   | 5                             |
| УКУПНО | 4                         | 72                            | 90                                   | 27                   | 50                            |
| Пол    | Финансијско посредовање   | Некретнине                    | Државна управа и одбрана             | Образовање           | Здравствени и социјални рад   |
| Мушки  | 0                         | 15                            | 8                                    | 16                   | 16                            |
| Женски | 0                         | 3                             | 2                                    | 31                   | 33                            |
| УКУПНО | 0                         | 18                            | 10                                   | 47                   | 49                            |
| Пол    | Остале услужне активности | Приватна домаћинства          | Екстериторијалне организације и тела | Непознато            | Непознато                     |
| Мушки  | 6                         | 0                             | 0                                    | 27                   | 27                            |
| Женски | 3                         | 0                             | 0                                    | 5                    | 5                             |
| УКУПНО | 9                         | 0                             | 0                                    | 32                   | 32                            |

## Црква
Црква Рођења Пресвете Богородице у Милошевцу, месту у општини Велика Плана, подигнута је 1870. године, док се често наводи у литератури, да је њу градио Јохан Кригер 1842. године, има статус споменика културе.
Црква у Милошевцу, посвећена Рођењу пресвете Богородице, изграђена је у класицистичком духу, као једнобродна грађевина са куполом. Просторно је подељена на олтарску апсиду на истоку, наос са правоугаоним певницама и припрату са галеријом и звоником на западу. Обраду фасаде карактеришу архитектонско-декоративни елементи попут подеоног и кровног венца, фриза слепих аркадица и пиластара, прозорски отвори у виду монофора и наглашени портали.
Изузетну уметничку целину у цркви представљају иконе на олтарској прегради изведеној у класицистичком духу, рад Николе Марковића иконописац из Пожаревца. Унутрашње зидове цркве карактерише посебан ефекат обједињавања простора сликаном имитацијом мермера тзв. мраморисање, флорално-геометријски орнамент који прати архитектонске елементе и сликани медаљони.
Црква поседује вредне примере богослужбених књига, сасуда и икона.

## Школа
ОШ „Академик Радомир Лукић” Милошевац, основана је 1824. године.
Школа је у својој историји неколико пута мењала име. Под називом „Народна школа Милошевачка” радила је у периоду од 1824. до 1934. године. Други назив „Државна народна школа” носила је у периоду од 1935. до 1956. године. Као ОШ „Бранко Радичевић” радила је у периоду од 1957. до 2000. године, када јој је, коначно, по угледном мештанину и академику, промењен назив у ОШ „Академик Радомир Лукић”, ученику школе, родом из Милошевца.
Образовање у школи било је привилегија дечака све до 1901. године када је отворена прва школа за девојчице. Године 1904. спојени су трећи разреди мушке и женске школе, а већ 1907. године спојени су и остали разреди поменутих школа.
Од оснивања школе у Милошевцу, па све до подизања школске зграде у центру села 1910. године, настава се одвијала у капели (која је постојала на месту данашњег спомен-дома). Централна школа (у којој се данас одвија настава виших разреда) састоји се од средишњег дела (који је подигнут 1910. године) и надограђених кула. Зграда је првобитно имала шест учионица и две канцеларије. Са порастом броја ученика појавила се потреба за више просторија, те су 1934. године дограђени крајеви школе, и то за спрат више, тако да делују као куле на тврђави. Школа је на тај начин добила девет учионица. За потребе одржавања наставе физичког васпитања и техничког образовања, од 1956. школа користи и просторије спомен-дома, а затим и просторије Месне заједнице (у којој су били смештени кабинети за ликовно, историју и пољопривреду).
Школа данас изводи наставу у трима школским зградама. У централној (горепоменутој) школи и „новој” школи (поред обданишта), као и у школској згради у Трновчу. Трновачка основна школа датира још од 1883. године. Под називом „Вук Караџић” радила је самостално као четвороразредна основна школа до 1963. године, када је припојена милошевачкој школи.

## Центар за породични смештај деце
Од многих лепих и напредних села у Србији свакако је постојао важан разлог да се за прву дечију колонију изабере баш село Милошевац, село удаљено 78 км од Београда, у непосредној близини Велике Плане. Један од најважнијих и пресудних разлога је тај што је, за оно време, општи образовни и културни ниво становника села био на завидном нивоу. Установа за породични смештај деце у Милошевцу основана је на основу одредаба Правилника за колоније, одојчад и малу децу, који је објављен у „Службеном гласнику“ 6. октобра 1929. године. Свој рад установа започиње 29. марта 1931. године, када су смештена прва деца. Писана документа о оснивању установе нису сачувана, постоји само уписна књига (матична књига) деце Завода за здравствену заштиту мајки и деце из Београда, која је вођена за Дечију колонију у Милошевцу. Трагична ратна збивања у периоду од 1941. до 1945. године су негативно утицала на општу организацију породичног смештаја, ипак, и поред престанка бриге Централног завода и Државне управе, деветоро деце је остало у породицама Милошевца. До 1948. године установа породичног смештаја није постојала, да би првих 19 хранитељских породица поново примило децу 4. новембра 1948. године. То је нови почетак и нови живот Дечије колоније у  Милошевцу.
Трагична ратна збивања у периоду од 1941. до 1945. године, негативно су утицала на општу организацију породичног смештаја. Ипак, и поред престанка бриге Централног завода и Државне управе, деветоро деце је остало у породицама Милошевца. До 1948. године установа породичног смештаја није постојала, да би првих 19 хранитељских породица поново примило децу 4. новембра 1948. године. То је нови почетак и нови живот Дечије колоније у Милошевцу. „Дечија колонија„ 1963. године прераста у „Центар за породични смештај деце“ и уводи различите профиле стручних радника: социјалне раднике, психологе и педагоге, који раде тимски и заједно са хранитељским породицама, и својом стручношћу остварују најбоље интересе деце. Хранитељство у Милошевцу се од давне 1931. године преноси са генерације на генерацију. У многим породицама постоје и три генерације хранитеља: баке које су, после много година бриге о деци престале да буду хранитељице, њихове ћерке и снахе које су активне хранитељице, али и унуке које преузимају ову одговорну, захвалну и племениту улогу. Постоје генерације породица које су одгајиле више од 40 оро деце. Велика животна неизвесност ове деце замењена је срећом да, уместо у дечијим и другим домовима, расту у породичним сеоским кућама и имају детињство и младост као и сва остала деца.
Од тада до данас мењали су се носиоци оснивачких овлашћења, мењало се и име установе, садржаји и облици рада, али једно је остајало увек исто   несебична брига да се угроженој деци обезбеди лепо детињство и живот у породичној атмосфери и што је најважније пружи шанса да се сами изборе за своју будућност. Кроз дугу историју, име наше установе више пута је мењано. Данас наша установа носи име Центар за породични смештај и усвојење „ Милошевац“

## Спорт

### Фудбал
Фудбалски клуб „Слога“ формиран је 1932. године, а 1936. године трговац Светислав Ђурић са оцем Владом у Табачини формира још једну фудбалску екипу коју због превелике борбености у почетку прозваше „Стршљенови“, а касније ФК „Србија“. На кратко време постојао је и трећи клуб у Милошевцу, који је формирао кафеџија Драгослав Богдановоћ-Госа и Петар Атанасковић-Шваба у Богданској мали и назвали га „Славија“. „Славија“ се расформирала 1943. године тако што су сви играчи из Богданске мале и из Табачине прешли у „Слогу“.
Данас се ФК „Слога“ такмичи у Подунавској окружној лиги.

### Шах
1975. године група шаховских заљубљеника на челу са шаховским педагогом Драганом Станковићем успева да оформи клуб, обезбеди клупске просторије, у почетку у Дому културе, касније у Месној заједници и укључи га у званично такмичење-лигу Подунавско-браничевског округа, где се већ годинама са више или мање успеха такмичи. Данас шах клуб „Слога“ има педесетак чланова и двадесетак регистрованих играча који чине окосницу екипе.
Највећи успеси клуба до сада су прво место на општинском купу Велике Плане 1984. године, те друго место на регионалном купу у Кучеву исте године.

### Стони тенис
Стонотениски клуб је основан 1982. године и такмичио се у Српској лиги десетак година са променљивим успехом.

## Знамените личности
- Радомир Лукић
- Војислав Коштуница